# چشم‌انداز باستانی اولین مزارع قهوه در جنوب شرقی کوبا
چشم‌انداز باستانی اولین مزارع قهوه در جنوب شرقی کوبا بقایای مزارع قهوه قرن نوزدهم است که در کوهپایه‌های سیرا ماسترا واقع شده‌است. در طول قرن نوزدهم و اوایل قرن بیستم، کوبا شرقی عمدتاً مشغول کشت قهوه بود. بقایای مزارع تکنیک‌های به کار رفته در زمین‌های سخت و همچنین اهمیت اقتصادی و اجتماعی سیستم مزارع در کوبا و کارائیب را نشان می‌دهد.
در سال ۲۰۰۰، منظره باستان‌شناسی اولین مزارع قهوه در جنوب شرقی کوبا به لیست میراث جهانی یونسکو اضافه شد.